# Caspar Hirzel
Caspar Hirzel (* 11. August 1785 in Zürich; † 25. Januar 1823 ebenda) war ein Schweizer Romanist und Grammatiker.

## Leben und Werk
Caspar (auch: Kaspar oder Gaspard) Hirzel war der Sohn des Kirchenhistorikers Heinrich Hirzel, der Bruder des Verlegers Salomon Hirzel und des Theologen Ludwig Hirzel, der Onkel des Literarhistorikers Ludwig Hirzel, sowie der Großonkel des Romanisten Adolf Tobler.
Er studierte Theologie, war jedoch aus Gesundheitsgründen nie als Prediger tätig. Seit 1807 war er als Lehrer in Nyon tätig, seit etwa 1813 lebte er aus Krankheitsgründen wieder in Zürich. Er starb 1823 im Alter von 37 Jahren.
Hirzel verfasste eine Grammatik des Französischen (1820, vermehrte Auflage 1822), die nach seinem frühen Tod von Konrad von Orelli betreut wurde und bis 1881 19 Auflagen erreichte.

## Schriften
- Neue praktische französische Grammatik. Oder vollständiger Unterricht in der französischen Sprache. Sauerländer, Aarau 1820, 1822, 1824.
- Astronomie de l’amateur, ou considérations philosophiques et populaires sur l’univers, suivies d’une méthode nouvelle et facile de connaître les étoiles. Paschoud, Genf und Paris 1820.
- Europa im dritten Jahrzehnt des 19. Jahrhunderts. Eine philosophisch-politische Skizze. Orell, Zürich 1821.
- Neues französisches Lese- und Übersetzungsbuch. Eine Auswahl französischer und deutscher Aufgaben zur Übung im Lesen und Sprechen, gesammelt von Caspar Hirzel und vervollständigt von Conrad von Orell. Sauerländer, Aarau 1826.